# رود ووژگا
رود ووژگا (انگلیسی: Vozhega) یک رودخانه در استان ولوگدای کشور روسیه است.